# Embassament de Buseo
L'embassament de Buseo és un embassament de l'interior del País Valencià que replega les aigües del riu Reatillo, afluent pel marge dret del Túria. Se situa a 2,5 km del poble de Xera, al qual pertany. S'integra dins del Parc Natural de Xera-Sot de Xera.
Buseo fou construït a principis del segle XX (1903-1915) en l'estret del Tormagal, un pas de tan sols 17 metres d'amplària, situat a quasi 12 quilòmetres de la desembocadura del riu al Túria. Té una superfície de 60 Ha. i una capacitat màxima de 7,5 Hm³. La presa és de gravetat.
L'embassament de Buseo pertany a la Confederació Hidrogràfica del Xúquer, i s'utilitza per al reg.